# 臺灣動物保護組織列表
本表羅列了台灣地區的動物保護組織。

## 中華民國政府各縣市所設之動保處
| 名稱                     | 所在縣市 | 備註 | 官網連結                        |
| ------------------------ | -------- | ---- | ------------------------------- |
| 基隆市動物保護防疫所     | 基隆市   |      | 官方網站 （页面存档备份，存于） |
| 臺北市動物保護處         | 台北市   |      | 官方網站 （页面存档备份，存于） |
| 新北市政府動物保護防疫處 | 新北市   |      | 官方網站 （页面存档备份，存于） |
| 臺中市動物保護防疫處     | 台中市   |      | 官方網站 （页面存档备份，存于） |
| 桃園市政府動物保護處     | 桃園市   |      | 官方網站 （页面存档备份，存于） |
| 臺南市政府動物防疫保護處 | 台南市   |      | 官方網站 （页面存档备份，存于） |
| 高雄市動物保護處         | 高雄市   |      | 官方網站 （页面存档备份，存于） |

## 民間動保組織
本表目前暫以各動保組織的創立時間排序，創立時間不明者則暫列於表末。
| 名稱                                 | 創立年分 | 創始人               | 備註 | 官網連結                        |
| ------------------------------------ | -------- | -------------------- | --- | ------------------------------- |
| 中華民國保護動物協會                 | 1960年   | 蔣中正               | 為台灣地區首家動保團體，最初建立名稱為「中華民國保護牲畜協會」。於新北市八里區另設有「八里保育場」。                   | 官方網站 （页面存档备份，存于） |
| 關懷生命協會                         | 1993年   | 釋昭慧               | 以「關懷動物為關懷生命的起點」，「關懷生命協會」1993年成立，致力於推動動物保護立法推動、行政監督、議題倡議及教育宣導。 | 官方網站 （页面存档备份，存于） |
| 台中市世界聯合保護動物協會           | 1994年   | 林荀龍               | | 官方網站 （页面存档备份，存于） |
| 花蓮縣動物權益促進會                 | 1994年   |                      | [ 2 ] | 官方網站                        |
| 台灣動物緊急救援小組                 | 1995年   | 倪兆成               | | 官方網站 （页面存档备份，存于） |
| 財團法人流浪動物之家基金會           | 1996年   | 汪麗玲               | 為台灣首個流浪動物之家。                                                                                               | 官方網站 （页面存档备份，存于） |
| 新竹市保護動物協會                   | 1997年   |                      | | 官方網站                        |
| 桃園市動物保育協會                   | 1997年   |                      | | FB專頁                          |
| 台灣動物社會研究會                   | 1999年   | 朱增宏               | | 官方網站 （页面存档备份，存于） |
| 高雄市關懷流浪動物協會               | 2000年   | 王小華               | | 官方網站 （页面存档备份，存于） |
| 台南市關懷流浪動物協會               | 2000年   |                      | [ 4 ] | 官方網站 （页面存档备份，存于） |
| 嘉義市正德護生慈善會                 | 2002年   | 吳清林               | 設有正德護生園區。 | 官方網站                        |
| 台灣救狗協會                         | 2004年   | 釋海濤               | | 官方網站                        |
| 台灣動物協會                         | 2004年   | 尚恩·麥科馬克        | 由英國人尚恩·麥科馬克創立。                                                                                            | 官方網站 （页面存档备份，存于） |
| 財團法人慈愛動物福利基金會           | 2005年   | 吳福明               | | 官方網站 （页面存档备份，存于） |
| 桃園市推廣動物保護協會               | 2005年   |                      | | 官方網站                        |
| 台灣照顧生命協會                     | 2005年   | 董冠富               | 以設立貓狗119專線而知名。                                                                                              | 官方網站 （页面存档备份，存于） |
| 中華民國流浪動物花園協會             | 2006年   |                      | | 官方網站 （页面存档备份，存于） |
| 臺北市流浪貓保護協會                 | 2006年   | 崔智映               | | 官方網站 （页面存档备份，存于） |
| 台灣動物保護協進會                   | 2006年   | 黃沛聲               | | 官方網站 （页面存档备份，存于） |
| 新北市流浪動物保護協會               | 2006年   |                      | |                                 |
| 新北市保護動物協會                   | 2006年   | 陳文美               | 設立慈音園狗兒之家。                                                                                                   | FB專頁 （页面存档备份，存于）   |
| 台灣動物不再流浪協會                 | 2006年   | 董涵真               | | 官方網站 （页面存档备份，存于） |
| 台灣動物緊急救援推廣協會             | 2007年   | 倪兆成               | 台灣動物緊急救援小組的相關組織。                                                                                       | 官方網站 （页面存档备份，存于） |
| 台南市尊重動物生命協會               | 2008年   |                      | |                                 |
| 台灣樂活動物協會                     | 2008年   | 吳嘉珍               | | 官方網站                        |
| 台灣收容動物關懷協會                 | 2008年   | 莊宗憲               | 又稱「貓狗同樂會」。                                                                                                   | 官方網站 （页面存档备份，存于） |
| 高雄市蘭若護生協會                   | 2008年   | 釋見如               | 設有岡山蘭若護生園區。                                                                                                 | FB專頁                          |
| 社團法人台灣愛兔協會                 | 2009年   | 吳盈瑾               | 為台灣首個以寵物兔為關懷主軸的動保團體。前身為台北市愛兔協會。                                                         | 官方網站 （页面存档备份，存于） |
| 台灣流浪兔保護協會                   | 2009年   | 潘慧芬               | 為台灣以寵物兔為主的全國性動保團體。                                                                                   | 官方網站 （页面存档备份，存于） |
| 台灣兩棲爬蟲動物協會                 | 2009年   | 呂光洋 杜銘章        | | FB專頁 （页面存档备份，存于）   |
| 台灣愛狗人協會                       | 2010年   | 顏杏娟               | | 官方網站                        |
| 台灣防止虐待動物協會                 | 2010年   | 姜怡帆               | | 官方網站 （页面存档备份，存于） |
| 台南市流浪動物愛護協會               | 2010年   | 郭順雄               | | 官方網站 （页面存档备份，存于） |
| 台灣巴克動物懷善救援協會             | 2010年   | 尚恩·麥科馬克        | 由英國人尚恩·麥科馬克建立。                                                                                            | 官方網站                        |
| 台北市照顧生命協會                   | 2011年   | 董冠富               | | FB專頁                          |
| 台灣愛貓協會                         | 2011年   | 蔡葦澄               | 由一群愛貓志工共同成立。主要救援收容所貓咪。                                                                           | 官方網站 （页面存档备份，存于） |
| 台灣貓狗人協會                       | 2012年   | 黃泰山               | | 官方網站 （页面存档备份，存于） |
| 台灣319愛貓協會                      | 2012年   | 簡佩玲 貓小P         | 為猴硐貓村的相關組織，後退出貓村。                                                                                     | 官方網站                        |
| 社團法人台灣之心愛護動物協會         | 2012年   | 蘇平冲               | | 官方網站 （页面存档备份，存于） |
| 台南市向日葵關懷流浪動物協會         | 2012年   |                      | |                                 |
| 社團法人臺北市支持流浪貓絕育計劃協會 | 2012年   | 蕭玉葉               | |                                 |
| 社團法人台灣同伴動物扶助協會         | 2013年   | 林文鮮               | 又稱「犬山居」 | 官方網站 （页面存档备份，存于） |
| 嘉義市動物守護協會                   | 2013年   | 吳育才               | | 官方網站 （页面存档备份，存于） |
| 中華親善動物保護協會                 | 2013年   | 王文評               | | 官方網站 （页面存档备份，存于） |
| 新北市流浪動物生命關懷協會           | 2013年   |                      | | FB專頁                          |
| 台灣動物平權促進會                   | 2013年   | 林憶珊               | | 官方網站 （页面存档备份，存于） |
| 台灣流浪動物救援協會                 | 2014年   | 阮菱綝               | [ 13 ] | 官方網站 （页面存档备份，存于） |
| 屏東縣生命奇蹟護生協會               | 2015年   | 胡云榛               | | FB專頁                          |
| 臺南市徐園長護生協會                 | 2016年   | 徐慧雯               | |                                 |
| 中華民國菩提護生協會                 | 2016年   | 黃文堂               | | 官方網站 （页面存档备份，存于） |
| 中華民國愛鼠協會                     | 2016年   | 張勝鬘               | 為台灣首個以寵物鼠為主的動保團體。                                                                                     | 官方網站 （页面存档备份，存于） |
| WildOne野灣野生動物保育協會          | 2018年   |                      | | 官方網站                        |
| 台灣愛克特動物重生救援協會           | 2019年   | 徐若菁 尚恩·麥科馬克 | 由徐若菁及其英籍丈夫尚恩·麥科馬克共同成立。                                                                            | FB專頁 （页面存档备份，存于）   |
| 台灣兩棲類動物保育協會               | 2019年   | 楊懿如               | [ 16 ] | 官方網站                        |

## 外部連結
- 台灣動物新聞網上動保組織的列表